# Fladengronden

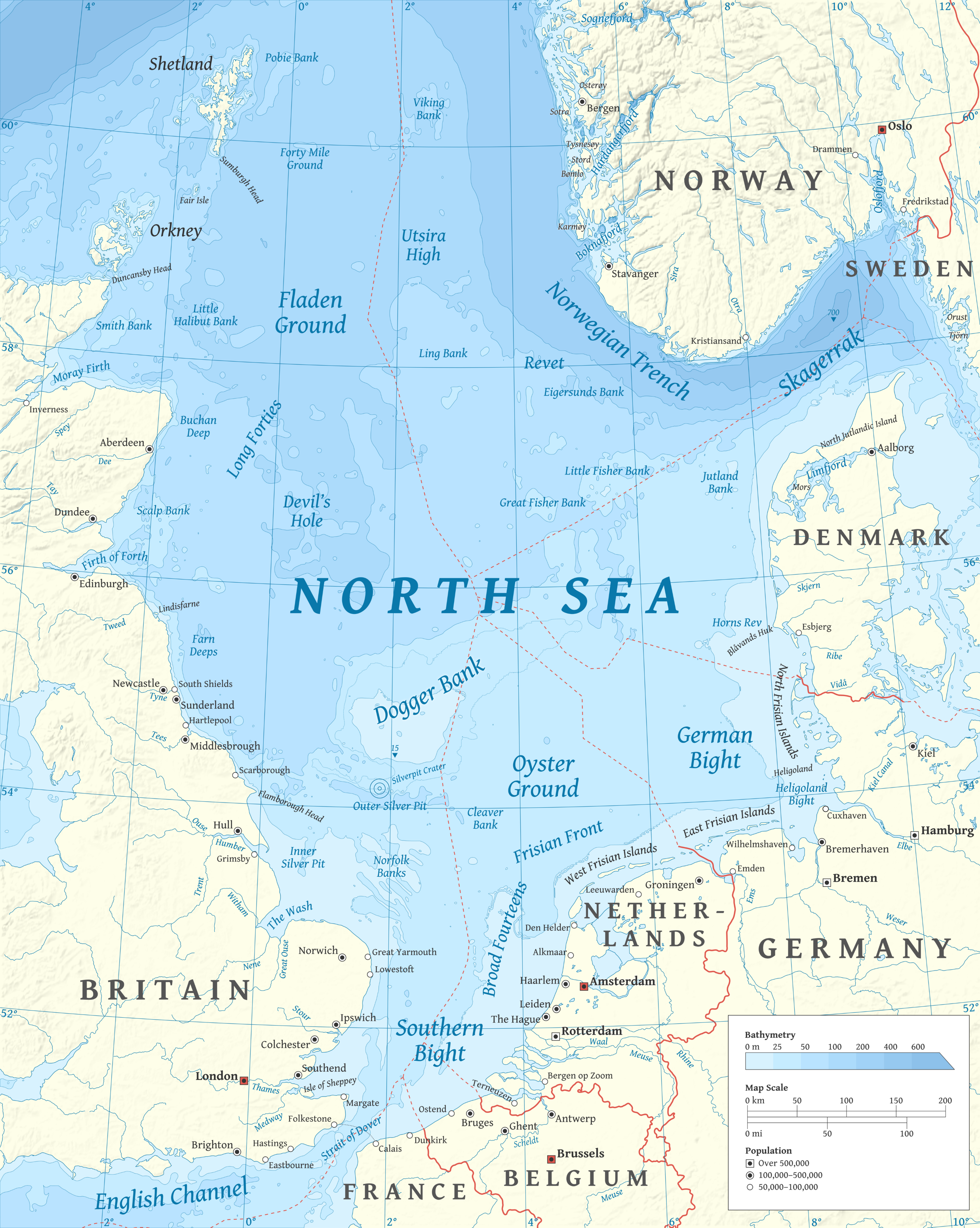
De Noordzee met de positie van de Fladengronden

De Fladengronden zijn een visgrond in de noordelijke Noordzee, tussen de noordoostkust van Schotland en de zuidwestkust van Noorwegen, rond 58°30'N 0°30'O.
Het gebied ligt ten zuiden van het Vikingveld, ten noorden van de Doggersbank en ten westen van de Vissersbank.
Het KNMI kende een scheepvaartgebied voor de weerberichten genaamd "Fladengronden". Dat gebied is groter dan de eigenlijke Fladengronden zelf. De Engelse scheepvaartberichten gebruiken voor hetzelfde gebied de naam Forties, genoemd naar de Long Forties, een iets zuidelijker gelegen en ondieper gebied.